# Acokanthera oppositifolia
Espèce
Acokanthera oppositifolia est une espèce de plantes dicotylédones de la famille des Apocynaceae originaire d'Afrique.
Ce sont des arbustes à feuilles persistants coriaces pouvant atteindre 7 mètres de haut. Toutes les parties de la plante contiennent des hétérosides cardiaques, très toxiques à faible dose, sauf les fruits mûrs qui sont comestibles.
Cette plante, appelée Bushman's Poison en anglais ou Boesmansgif en afrikaans (poison des Bochimans), est utilisée traditionnellement pour produire un poison de flèches.

## Description

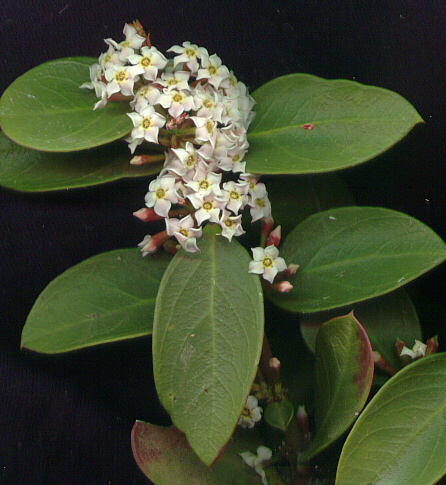
Feuilles et fleurs.

Acokanthera oppositifolia est un petit arbre pouvant atteindre 6 à 7 mètres de haut, à l'écorce marron, profondément fissurée. 
Les feuilles persistantes, simples et entières, sont opposées décussées. Le limbe foliaire, de forme obovale à elliptique mesure de 4 à 13,5 cm de long sur 1,5 à 8 cm de large. Le pétiole est court (2 à 6 mm de long). 
L'inflorescence est une cyme axillaire dense, à fleurs nombreuses.
Les fleurs, odorantes, à symétrie pentamère, présentent des sépales libres, ovales à lancéolés, une corolle soudée en  tube, de 6,5 à 20 mm de long, de couleur rose ou rouge, avec des lobes généralement elliptiques, des étamines insérées sur le tube de la corolle, légèrement exsertes, un ovaire supère, biloculaire ellipsoïde,avec un style fin, de 11–16 mm de long. 
Le fruit est une baie ellipsoïde de 1,5 à 4 cm de long, violette à maturité, à chair verte à rouge profond, et contenant 1 à 2 graines. Les graines ellipsoïdes,  lisses, glabres, ont 6 à 10 mm de long.
Toutes les parties de la plante sécrètent un latex blanc lorsqu'elles sont coupées.

## Distribution et habitat
L'aire de répartition originelle d'Acokanthera oppositifolia s'étend en Afrique tropicale depuis la république démocratique du Congo(RDC, ex-Zaïre) jusqu'à l'Afrique du Sud (provinces de KwaZulu-Natal, Cap-Oriental, Cap-Occidental, Gauteng, Limpopo, Mpumalanga) et le Swaziland, en passant par le Kenya, la Tanzanie, le Malawi, le Mozambique, la Zambie et le Zimbabwe.
Cette espèce se rencontre habituellement rencontré dans des milieux ombragés, à lisière des bois et forêt et dans des buissons en touffes, et préfère les sols sablonneux, argileux et limoneux. L'espèce est également cultivée.

## Synonymes
Selon Catalogue of Life (11 février 2018) :
- Acokanthera lamarckii G.Don
- Acokanthera longiflora Stapf
- Acokanthera rhodesica Merxm.
- Acokanthera venenata (Burm. fil.) G.Don
- Carissa acokanthera Pichon
- Carissa longiflora (Stapf) Lawrence
- Carissa oppositifolia (Lam.) Pichon
- Cestrum oppositifolium Lamarck
- Cestrum venenatum Burm. fil.
- Pleiocarpa hockii De Wildeman
- Toxicophlaea cestroides A.DC.
- Toxicophlaea thunbergii Harvey